# Rurales
Rurales è il nome normalmente utilizzato per indicare la Guardia Rural del Messico: un corpo di polizia o gendarmeria a cavallo esistito tra il 1861 ed il 1914. Esso venne poi riattivato negli anni '20 fino agli anni '50 e poi di nuovo con la forma attuale negli anni '70. La parola Rurales indica oggi i volontari della guardia rurale messicana.

## Storia
I rurales nacquero come polizia di confine volta a contenere le incursioni degli Apache e degli Yaqui, svolgendo anche un'azione di polizia lungo i territori del Chihuahua con compiti di repressione delle rivolte contadine e dell'eliminazione delle bande di bandidos, che infestavano quei territori. I militari venivano reclutati soprattutto tra i peones (i contadini messicani) che vedevano in questo lavoro un'occasione con cui riscattarsi.

## Fumetti e media
- Nella collana a fumetti di Tex i Rurales sono personaggi ricorrenti, soprattutto nelle avventure che il famoso Ranger del Texas si troverà ad affrontare a sud del Rio Grande, a volte come nemici a volte come alleati di Tex e dei suoi pards.